# Christine McVie
Christine McVie (anglès: Christine Perfect)  (Bouth, 12 de juliol de 1943 - Londres, 30 de novembre de 2022) va ser una música anglesa, especialment coneguda com a vocalista i teclista de Fleetwood Mac, a la qual es va unir el 1970. També va publicar tres àlbums en solitari. Les seves lletres se centraven en l'amor i les relacions. AllMusic la va descriure com una «cantant i compositora sense vergonya, i la principal impulsora d'alguns dels grans èxits de Fleetwood Mac». Vuit de les seves cançons, incloses «Don't Stop», «Everywhere» i «Little Lies», van aparèixer a l'àlbum Greatest Hits de Fleetwood Mac de 1988.
El 1998, McVie va ser inclosa al Rock and Roll Hall of Fame com a membre de Fleetwood Mac, i va rebre el Brit award per la contribució excepcional a la música. El mateix any, després de gairebé 30 anys amb la banda, va optar per marxar i va viure en semi jubilació durant gairebé 15 anys. Va llançar un àlbum en solitari el 2004. Al setembre de 2013 va aparèixer a l'escenari amb Fleetwood Mac a l'O2 Arena de Londres, abans de tornar a unir-se a la banda el 2014 abans de la seva gira On with the Show.
En la seva trajectòria com a artista, McVie ha estat guardonada en dues ocasions amb un premi Grammy. El 2006 va ser premiada amb una insígnia d'or al mèrit de Basca, ara anomentas The Ivory Awards. El 2004 rebé el premi Ivor Novello per la seva trajectòria i, per acabar, el 2021, va ser guardonada amb el Trailblazer Award als UK Americana Awards.